# Papež Klemen VIII.
Ne sme se zamenjevati s protipapežem Klemenom VIII..
Papež Klemen VIII. (rojen kot Ippolito Aldobrandini (starejši)), italijanski rimskokatoliški duhovnik, škof in kardinal, * 24. februar 1536, Fano, † 3. marec 1605. Rim (Papeška država, danes: Italija). 

papež je bil med letoma 1592 in 1605.

## Življenjepis

### Mladost in vzpon
Ippolito Aldobrandini se je rodil v Fanu (danes pokrajina Pesaro e Urbino) v severni Italiji dne 24. februarja 1536. Oče je bil znan florentinski pravni svetovalec Silvestro Aldobrandini iz ugledne plemiške rodbine, mati pa Lisa Deti. Oče je bil prisiljen pobegniti zaradi svoje proti-medičejske naravnanosti; bil je uslužbenec pri več vojvodih, dokler ga ni 1548 vzel pod svojo zaščito kardinal Alessandro Farnese;  tako je postal konsistorialni odvetnik v Rimu. Kljub težavnim gmotnim razmeram je Hipolit mogel v šole in sicer v Padovi, Perugii in Bologni, kjer je doktoriral iz obojnega prava. Postal je podobno kot oče tudi on odličen pravnik.

### Cerkvene službe
- Konsistorialni odvetnik pod Pijem V. od 1566 do 1572;
- avditor pri Rimski roti 1569;
- pomočnik dominikanskemu kardinalu Bonelliju med diplomatsko misijo v Španiji 1571-1572;
- 1580 je prejel duhovniško posvečenje;
- memorialni tajnik 1585;
- datarij njegove svetosti od 15. maja 1585 do 11. junija 1586;
- Sikst V. ga je imenoval za kardinala-duhovnika pri San Pancraziu 18. decembra 1585;
- vrhovni penitenciar od 12. junija 1586 do 29. januarja 1592;
- legat a latere na Poljskem od 1588 do 1589.

## Papež

### Napet in burenkonklave
Hipolit je bil v letu 1591 večkrat papabilis – tudi takrat, ko je bil izvoljen Gregor XIV., ki ni papeževal niti leto dni in je umrl po kratki bolezni v noči med 15. in 16. oktobrom 1591.
V konklavu, ki se je sešel deset dni pozneje, je imel še več možnosti, ker ga je tokrat podpirala tudi Španija – seveda pod pogojem, če ji ne uspe vriniti primernejšega kandidata. Med njimi je bil tudi kadinal Giovanni Antonio Facchinetti, za katerega se je kardinalski zbor odločil že po dveh dneh sejanja, in si je izvolil ime Inocenc IX.. Toda tudi njegov pontifikat – podobno kot njegovih dveh predhodnikov, ni trajal dolgo: že 30. decembra istega leta je umrl po komaj 62 dneh vladanja. Tako so se že četrtič, v manj kot enem letu, zopet zaprla vrata konklava za škrlatniki.
Razmerje med strankami je bilo podobno prejšnjemu; največ možnosti je imel kardinal Santori, ki ga je sicer podpirala Španija, ni pa bil priljubljen pri tovariših zaradi svojega neprijaznega in svojeglavega značaja, kar bi lahko prevesilo tehtnico v korist drugega. 10. januarja 1592 so se zaprla konklavska vrata. Naslednjega jutra je špansko usmerjeni kardinal Madruzzo poskusil, da bi izvolili Santorija z odobravanjem; vendar je skupina 16 kardinalov pod Altempsovim vodstvom zapustila Pavlinsko kapelo, kjer so potekale volitve, in se podala v Sikstinsko kapelo, kjer se jim je kmalu pridružil še kardinal Colonna. Ostali kardinali – tudi Aldobrandini – so kljub manjšemu številu obljubili svoj glas Santoriju; ko so pa listke prebrali, so bili štirje nasprotni; polagoma pa so ga pustili na cedilu še drugi španskoljubi kardinali in dali svoj glas drugim; na koncu so se zedinili za sporazumnega kandidata Aldrobrandinija in ga  izvolili popoldne, 30. januarja 1592. Kako buren je bil ta konklave, je nazorno opisal Ranke v svoji Zgodovini rimskih papežev
Odločilnega pomena za Hipolitovo izvolitev je bila podpora Filipa II.; Španci pa seveda niso mogli vedeti, da ga podpira tudi veliki vojvoda toskanski Ferdinando; čeprav tega na zunaj ni kazal, je skrivaj zapovedal svojim ljudem že oktobra 1590, naj podprejo Aldobrandinija, če se le pokaže prilika.
30. januarja 1592 ga je torej 52 kardinalov izvolilo po soglasju za papeža; 2. februarja je prejel škofovsko posvečenje, a 9. februarja je bil ustoličen in kronan.
Novi pontifik si je izbral ime Klemen VIII. V trenutku povišanja na papeški sedež še ni dopolnil 56 let ter je veljal za mladega papeža. Po velikosti je bil malo nad povprečjem, po naravi trdoživ – če izvzamemo protin, ki ga je mučil že od časov škrlatništva; bil pa je neutruden delavec. Hotel se je osebno pozabaviti s sleherno zadevo; tako so o njem pravili 1598 beneškemu poslancu pri Svetem sedežu Dolfinu, češ da »papež hoče vse vedeti, vse brati in vse urejati.« Celo kadar so ga napadi njegove hudine prisiljevali leči v posteljo, je nadaljeval s sprejemanjem avdienc ter se živo zanimal za vse važnejše zadeve.

### Sveto leto1600
Sveta vrata je papež odprl s kakim dnem zamude od običajnega Božiča, in sicer 31. decembra 1599, zaradi hudega protinskega napada. Velik vtis je napravilo istočasno odpiranje vseh rimskih svetih vrat, ki ga je spremljalo zvonjenje vseh rimskih cerkva, pomešano s pokanjem topov na Angelskem gradu. Začela se je velika dejavnost: odprli so gostilne, trgovine in prenočišča; uvedene so bile hude kazni za povišanje cen; prepovedane so bile pustne norčije; odprli so posebno zavetišče za revne škofe in duhovnike z onkraj Alp; židovska rimska skupnost je podarila 500 slamnjač in rjuh. Sveto leto 1600 pomnijo kot eno najbolj obiskanih: v Rim, ki je štel takrat 100.000 prebivalcev, je prišlo samo za Veliko noč čez 200.000 romarjev, ki so dobili popolni odpustek, če so kot tujci obiskali svetoletne cerkve 15-krat, kot Rimljani pa 30-krat. Papež je med svetim letom dajal sam dober zgled s strežbo romarjem pri mizi, s spovedovanjem čez Veliki teden, s hojo po kolenih čez svete stopnice, z vsakodnevnim skupnim kosilom z dvanajstimi reveži, ter s 60-kratnim obiskom svetih krajev. Osebno je obiskal vse spokorne kraje, da bi se prepričal o njihovi urejenosti in primernosti; kardinali pa so v znamenje spokornosti slekli škrlatna oblačila.
To sveto leto imenujejo tudi veličastno, spektakularno. Romarje so sedaj sprejemale bratovščine, ki so delovale v duhu katoliške prenove. Tudi v srednjem veku so že obstajale bratovščine, ki pa so romarje le spremljale in niso imele kakega posebnega učinka pri njihovi osrkbi. Sedanje bratovščine pa so zadobile pobožnostni in bogoslužni videz, in niso bile toliko posvečene svetim zavetnikom umetnosti, obrti ali krajev, kolikor so jih bolj navdihovale posamezne bogoslovne zamisli: Divino amore, Gran Sacramento, Santissima Trinità (Božja ljubezen, Najsvetejši zakrament, Presveta Trojica). V škofijskem merilu so bratovščine sestavljale najveličastnejše dele procesij, z barvnimi pokrivali, z velikimi in pisanimi praporji, nosilci kipov in okrašenih razpel, pa vse do z zlatom vezenih nebes (baldahinov). V svetih letih so bratovščine organizirale urejena romanja oblečene v boljše noše in z daleč vidnimi znamenji.
Minil je čas, ko se je ubog romar podal na pot sam, z obleko na sebi, z gorjačo v roki, s peresom na glavi in z bučo za vodo za pasom, za okras je pa imel školjko, Veroniko ali palmo. Sedaj so se romanja odvijala z ritmom procesije, ob petju svetih pesmi in s skoraj bogoslužnim redom. Iz tega svetega leta je ostal spomin na neko bratovščino iz bližine Velletrija, kjer so šli spredaj »mnogi dečki oblečeni v angelce«, pa tudi na družbe spokornikov, ki so bili oblečeni v črno, zeleno, rdeče, vijolično »in v druge barve, z mnogimi podobami, križi in drugimi nabožnimi predmeti«. Za red so skrbeli »uradniki s tolkači in žezli«. Tudi druge romarske skupine so bile oblečene v različne sijajne obleke. Vhod v Rim teh romanj je predstavljal neko vrsto pobožne zabave in Rimljani so pohiteli k vratom, ko so slišali za kako novo izvirno skupino, ki je po kronistovih besedah »razgrela celo mesto s pobožnostjo«. Sedaj je vse postalo priložnost za prizor in predstavo; novi Rim je dobival videz velikanske pozornice, na kateri so tudi sveta romanja postajala igralci.
Nobena od teh procesij ni smela iti čez trg Campo de' Fiori ob bledi in sivi zori 27. februarja 1600, ko se je bedno 51-letno telo, ki sta ga navdajala častihlepnost in razočaranje, spreminjalo v pepel. Že pred sedmimi leti ga je Beneška republika izročila inkviziciji, ki ga je obtožila za herezijo. Žalosten konec Giordana Bruna pač ni ganil skoraj nikogar. Znan kot čudaški frater, znan kot avtor skoraj nerazumljivih del, znan kot učitelj skrivnostnih kabalnih obredov, se je sam imenoval »sin očeta Sonca in matere Zemlje« - a je bil temna osebnost v teh dneh sijajnih verskih izražanj. Zavrnili so ga vsi: katoličani in protestanti, hebrejci in laiki, plemstvo in ljudstvo, akademiki in teologi. Brat Bruno se je opredeljeval kot »prebujevalec spečih, krotilec nevednosti, ne Italijan, ne Anglež, ne moški, ne ženska, ne škof ne vladar, ne človek s togo ali mečem, ne menih ali laik, ampak državljan in domačin celega sveta.« Vsekakor bi bili lahko počakali še kak mesec, da ne bi ta žalostna grmada zagorela ravno med svetim letom, ki ga je oznanil papež Aldobrandini, Klemen VIII.;  škoda pač, da je ta grmada sploh zagorela – toda tudi to je znamenje takratne miselnosti, danes nam nerazumljive, ki je obračunavala s krivoverci, pa četudi so bili vedeži.
Umetnosti skrbeti za romarje so se posvetili bivši vojak Ignacij Lojolski, ki se je predal dejanjem dobrodelnosti. Kamil de Lellis je sledeč zgledu Filipa Nerija mislil na vse tiste, ki jih je bolezen prisilila k izstopu iz pisanih romarskih povork. Družba, ki jo je osnoval, se je posvetila službi bolnikom, v katerih so služili samemu Kristusu. Poleg teh dobrodelnikov je zaznamoval sveto leto tudi jezuit Robert Bellarmino, ki se je posvetil poučevanju zablodelih. Kljub temni senci Brunove grmade so bili ti liki svetli, otipljivi in vidni znaki svetosti tega svetega leta.
Med jubilejnim svetim letom 1600 je obiskalo sveta mesta tri milijone romarjev.

### Ekumensko delo
Po tridentinskem cerkvenem zboru se je poživilo versko življenje in gorečnost. Med Poljaki so jezuitje z veliko gorečnostjo delali za utrjenje in razširjenje katoliške vere. S slovesno službo božjo, z navdušenimi govori, v šolah in spisih so vnemali ljudstvo za katoliško vero. Duša vsega dela je bil največji poljski cerkveni govornik jezuit Skarga (1536-1612), ki je katoličane navdušil za apostolsko delo med razkolniki in za to delo pridobil duhovščino, plemstvo in kralja.
Leta 1595 in 1596 je večina maloruskih škofov sprejela unijo (v Brestu, tedaj Brestlitovsku). Sedanji gališki Rusini so se šele 100 let pozneje zedinili. Mnogo Rusinov je še ostalo v razkolu, posebno Kozaki so bili vedno fanatični nasprotniki unije. Vseh zedinjenih Rusinov je bilo gotovo okoli 10 milijonov.
Mlada unija pri Poljakih ni imela potrebne opore in pomoči; kljub vsem težavam se je unija še vzdrževala, ker je imela svojo podlago v prepričanju ljudstva in duhovščine. Maloruska unija je pokazala veliko žilavost in veliko življenjsko silo: niti najhujša ruska nasilja je niso mogla popolnoma uničiti. Ni manjkalo nasprotovanj in sovražnosti: pološkega nadškofa Jozafata Kunceviča, ki je bil eden od najbolj vnetih zagovornikov in širiteljev zedinjenja, so kruto umorili razkolniški razbojniki v Vitebsku 1623; k svetim ga je prištel 1867 Pij IX..
1875. je bila končno formalno uničena zadnja unijatska škofija Holm, a v srcih uniatov se je edinost še ohranila. Ko je 1905 – po katastrofalnem porazu v rusko-japonski vojni ruska vlada končno dovolila večjo versko svobodo, je okoli 200.000 bivših unijatov prestopilo v rimsko-katoliško Cerkev, ker grško-katoliški obred v Rusiji takrat še ni bil dovoljen. V Galiciji se je unija stanovitno ohranila; gotovo ne iz političnih ozirov, ampak iz prepričanja. — Takšno je bilo stanje v začetku 20. stoletja, kot ga opisuje sodobnik Franc Grivec.
Brestlitovska unija pomeni torej zedinjenje pravoslavnih metropolitanskih področij, »Kijeva in cele Rutenije«, tedaj v sestavi Poljske (poljsko-litovska unija), s katoliško Cerkvijo. Zedinjenje je bilo vzpostavljeno v Rimu 1595, a potrjeno na sinodi v Brestlitovsku (danes Brest) 1596. Vrhovno oblast rimskega papeža in katoliške dogme je sprejel večji del pravoslavne duhovščine in manjši del vernikov. Uniatska Cerkev je ohranila lastno bogoslužje na cerkvenoslovanskem jeziku, julijanski koledar, svojo lastno hierarhijo, precejšnjo notranjo samostojnost in možnost poročenosti za duhovnike. V političnem smislu je Brestlitovska unija pomenila poskus zmanjšanja odvisnosti beloruskih in ukrajinskih dežel Poljsko-litovske zveze od ruskih carjev prek pravoslavne hierarhije, zlasti po ustanavljanju moskovske patriarhije v Moskvi 1589. Z razdelitvijo Poljske 1793 so področja, ki so prišla pod Rusijo, pripojili Sveti sinodi v Peterburgu, a prostor vzhodne Galicije je ohranil unijo. 1946 si je grko-katoličane Ruska pravoslavna Cerkev pod Stalinom nasilno podredila. Razpad Sovjetske zveze je 1990 omogočil uradno javno organiziranje ukrajinske grkokatoliške Cerkve (katoličani vzhodnega obreda).
Po ruskem vdoru v vzhodne dele Ukrajine in zasedbi ter priključitvi Krima Rusiji 31. marca 2014 pa je preganjanje katoličanov obeh obredov – kakor tudi vseh drugih veroizpovedi pod vodstvom ruskega pravoslavja – znova izbruhnilo.
Novo upanje za zboljšanje medsebojnih odnosov med katoliško in pravoslavno Cerkvijo je prižgalo srečanje med rimskim papežem Frančiškom in moskovskim patriarhom Cirilom v Havani 12. februarja 2016. Katoliška stran se je tam v duhu Drugega vatikanskega koncila odpovedala (vsaj začasno) uniatskega načina zedinjenja, pravoslavna stran pa je prvič uradno priznala obstoj grko katoličanov, ki jih je danes največ v Ukrajini.

#### Škofije, ki so pristopile k polnemu občestvu sSvetim sedežem
1. Lucko-ostroška škofija (v Poljsko-litvanski zvezi) dne 2. maja 1594;
2. Nadškofija Polock, nadškofija Holm, škofija Pinsk in Turov in škofija Vladimir-Brest (v Poljsko-litvanski zvezi) – leta 1596 (po Brestlitovksi uniji);
3. Kijevska nadškofija – 15. decembra 1596 (po Brestlitovski uniji).

## Klemen VIII. inSlovenci
Pod Klemenovim pontifikatom je protireformacija na Slovenskem dosegla višek, ter je napredovala tudi katoliška obnova. Papež je bil s tem delom zadovoljen in dobro povezan. 13. aprila 1592 je graškemu nunciju Hieronimu Portii dal navodilo »za vzpostavitev katoliške vere v deželah Štajerski, Koroški in Kranjski« in  ureditev cerkvenega življenje. Nova škofijska semenišča in jezuitski zavod naj bi pripomogli k boljši izobrazbi in vzgoji duhovnikov. Na Koroškem in v Gorici je treba ustanoviti novi škofiji zaradi uspešnejšega dušnopastirskega delovanja in zaustavljanja protestantizma. Nuncij naj se v svojem delu opre na domače škofe in tako posredno vodi delo katoliške prenove.
1593 je po papeževem naročilu vizitiral Goriško, Kranjsko, Štajersko in Koroško koadjutor oglejskega patriarha Barbaro in o vizitaciji poslal Klemenu VIII. obširno poročilo.
Graški nadvojvoda Ferdinand, od 1619 svetorimski cesar, ki je najodločneje nastopil proti protestantizmu, se je ob svojem obisku v Rimu o tem pogovarjal s papežem. Neposredna navodila za to delo mu je dal lavantinski škof Stobej,  ki je s papeževim dovoljenjem in na njegovo izrecno prošnjo (ker je škof Brenner to delo odklonil) od 1597 opravljal službo nadvojvodovega namestnika; odločno se je zoperstavil nuncijevim predlogom o uporabi inkvizicije, čeprav se je našel v nezavidljivem položaju: skoraj vse plemstvo in del prebivalstva je postalo luteransko.
22. maja 1585 je Stobej prevzel do tedaj dvanajst let nezasedeno, njemu neznano in versko razrvano lavantinsko škofijo. Težave v upravi škofije so bile številne; da si lažje predstavimo takratne razmere, naj omenimo, da so mu ovire delali: 
1. protestantski plemiči in meščani;
2. šest pravno izvzetih samostanov; neenake pravice župnij;
3. neurejeno življenje redovnikov, saj so bili šentpavelski opat in redovniki naklonjeni protestantizmu;
4. kanoniki, stolni prošt in dekan so bili večkrat suspendirani.
5. V bližini Št. Andraža je na gradu Waldstein živela družina barona Ungnada, Trubarjevega podpornika;
6. vicedom bamberškega škofa v Volšperku v lavantinski škofiji je bil vnet protestant.

S previdnim, a odločnim ravnanjem je Stobej uspel, da se je stanje popravilo. Sestavil je nova pravila za kanonike; napisal in izdal vzgojno knjigo za duhovščino Institutiones clericorum; vizitiral škofijo sam ali po namestnikih; obnavljal zapuščene cerkve, prenovil razpadajočo škofijsko palačo; izboljšal cerkvene dohodke in opremo ter sam redno pridigoval.
V zvezi s tem je na nadvojvoda Ferdinanda naslovil spomenico, v kateri je predlagal način rekatolizacije notranjeavstrijskih dežel. Odklonil je uvedbo inkvizicije in nasilnih metod, ki bi ustvarjale mučence; preudarno se je zavzel za postopnost, da bo deželni knez mogel najprej uveljavil svojo pravico odločanja o veri na svojem ozemlju. V Gradcu je na primer uradno zahteval, da morajo biti vodilni uslužbenci katoličani; drugače naj dajo odpoved in se izselijo; osebno pa je bil s protestanti v prijateljskih odnosih.
Ljubljanskemu škofu Tavčarju je Klemen VIII. pisno naročil, naj poskrbi, da ob Ferdinandovem nastopu protestantsko plemstvo ne bi zahtevalo zase novih verskih svoboščin. Sicer pa si je Tavčar zelo prizadeval za katoliško prenovo. Na njegovo pobudo so se 1591 v Gorici naselili kapucini in začeli svojo plodno pridigarsko dejavnost med slovenskim narodom. Na Slovensko je poklical tudi jezuite. 1. novembra 1593 je pisal Klemenu VIII.: 
»V Ljubljani, kjer so dobili krivoverci javne šole in cerkev, nameravam ustanoviti kolegij za očete jezuite, katerih dela se nam zdijo za sedanje potrebe Cerkve od božje previdnosti pripravljena.« 
Ker so za dotacijo kolegiju namenili dohodke kartuzije v Bistri, je prišlo do spora med jezuiti in kartuzijani. Papež je 1595 naročil škofu Stobeju, naj posreduje. Z dokumentom, izdanim 23. marca 1596, je Klemen VIII. potrdil ustanovitev ljubljanskega kolegija in mu kot dotacijo namesto Bistre dodelil ukinjeno kartuzijo v Pleterjah, kar je pripeljalo do sporov.
Zaradi pritiska finančnih bremen je zastopnik kartuzijanskega reda, Frančišek Quintana, sredi leta 1595 dal pleterski samostan v zakup protestantu Karlu Juriču, zemljiškemu gospodu z Lanšpreža. Pogajanja med jezuiti in kartuzijani so se nadaljevala. Po mnogih zapletih je papež Klemen VIII. pooblastil graškega nuncija Hieronima Porcija, da se dogovori s kartuzijanskim zastopnikom Quintanom. Novembra 1595 sta sklenila sporazum, po katerem so si kartuzijani pridržali eno redovno postojanko na Štajerskem in eno na Kranjskem. Jurklošter so namenili graškim, Pleterje pa ljubljanskim jezuitom, z izjemo nekaterih posesti, ki naj bi pripadle Bistri in Žičam. Sporazum je 23. marca 1596 potrdil papež Klemen VIII.; s posebno listino je tudi ustanovil jezuitski kolegij v Ljubljani in mu kot dotacijo dodelil kartuzijo Pleterje. Jezuiti so sprva pletersko posest dajali v zakup, od leta 1606 pa so jo začeli upravljati sami in so v Pleterjah ustanovili jezuitsko rezidenco.
Podobno je papež 1604 korarski kapitelj v Dobrli vasi dodelil jezuitskemu kolegiju v Celovcu, za katerega si je prizadeval predvsem škof Stobej. To leto je v posebnem pismu Stobeju pohvalil škofovo prizadevno delo za prenovo Cerkve.
29. marca 1599 je potrdil novega ljubljanskega škofa Hrena. Ta mu je 1601 poročal o svoji vizitaciji na Gorenjskem.
Velika dejavnost Klemena VIII. zadeva prvenstveno škofijski kler; zelo si je pa prizadeval tudi za razširitev redovnikov. Od 376 apostolskih odlokov, ki jih je razposlal v svojem pontifikatu, se četrtina nanaša na redovnike. Med drugim je dosegel od nadvojvoda Ferdinanda ustanovitev jezuitskega zavoda v Ljubljani 1597 in v Celovcu 1604. Na njegovo prizadevanje so prišli kapucini v Innsbruck 1593 in v Prago 1599, od koder se je red razširil v druga mesta cesarstva.

### Bitka pri Sisku
Turkom je bila napoti pri njihovih osvajalnih načrtih trdnjava Sisek, ki so jo poskušali osvojiti kar trikrat zapored, a vsakič brezuspešno. Junija 1593 njihov poveljnik Hasan-paša ni čakal prihoda rumelijskih osmanskih čet, ampak je z bosenskimi muslimanskimi krdeli prestopil Kolpo. Tam so ga porazili Slovenci in druge vojaške enote Habsburške monarhije. Na bojnem polju je obležalo 7000 Turkov. Po tem porazu se je dal v beg prek Kolpe, v kateri pa je utonil. V bitki pri Sisku 22. junija 1593 je krščanska vojska premagala trikrat številnejšo turško vojsko. Eden od poveljnikov je bil tudi Auersperg, ki je načeloval 300 lahkim konjenikom iz Karlovca. Po zmagi je papež napisal pohvalno pismo Andreju Turjaškemu, ki je bil malo pred tem na predlog nadvojvoda Karla imenovan za vrhovnega poveljnika Vojne krajine, s čimer se je na tem mestu pridružil svojim številnim sorodnikom iz rodbine Auersperg. Zaradi uspešnega bojevanja proti Turkom sta se ga prijela vzdevka Kranjski Ahil in Strah Turkov. Zmaga pri Sisku je odmevala po vsem cesarstvu; cesar je dal v Pragi zvoniti Te Deum.

## Dela
- »Documenta Catholica Omnia« (v latinščini). Pridobljeno 6. decembra 2011.
- 1592 je dal natisniti temeljito popravljeno in predelano izdajo svetega pisma – sikstinske vulgáte, ki jo zato imenujejo sikstinsko-klementinska vulgata.
- 1596 je izdal nov indeks prepovedanih knjig - Index librorum prohibitorum.
- Izdal je na novo predelane bogoslužne knjige: Rimski misal, brevir, Pontificale.
- V Rimu je uvedel štiridesetdnevno češčenje.
- Podpiral je katoliške misijone po vsem svetu; ko je na Japonskem 1597 izbruhnilo preganjanje, je storil vse mogoče, da bi ga zaustavil.
- Za škotske in ilirske študente je v Rimu utemeljil kolegija.
- V bogoslovni prepir o odnosu med Božjo milostjo in svobodno voljo ni posegal.
- 17. decembra 1595 je iz hugenotstva prestopil v katoliško Cerkev kralj Henrik, prejel papeževo odvezo od izobčenja in tako končal tridesetletno versko vojno v Franciji.
- Klemen VIII. je bil velik mecen umetnosti; med drugim so takrat dokončali kupolo svetega Petra v Vatikanu.

### Bule
1. Klemen VIII. je obsodil z izobčenjem razvado dvoboja kot možnega načina reševanja prepirov in sporov z bulo Illius vices z dne 17. avgusta 1592;
2. 1567 je papež Pij V. določil z bulo De salutis gregis dominici, da kdor sodeluje pri bikoborbah, avtomatsko – latae sententiae – zapade kazni izobčenja. Njene določbe je potrdil Klemen VIII. z listino Suspectus numerus z dne 12. januarja 1597.[37].
3. Magnus Dominus et laudabilis nimis z dne 23. decembra 1595 - bula o popolnem zedinjenju Maloruske grškokatoliške Cerkve – ki je zajemala prostor današnje Ukrajine in Belorusije – z Rimom.
4. Dne 17. marca 1603 je s papeškim pismom Quæcumque stopil v bran gregorijanskega koledarja.

### Listine v zvezi s svetim letom
1. Bula Annus Domini placabilis z dne 19. maja 1599 oznanja 12. jubilej, prvo sveto leto v novem stoletju, in je takoj začel obširne priprave;
2. Bula Cum sancti jubilaei z dne 21. maja 1599 odpravlja vse druge, razen jubilejnih odpustkov;
3. Breve Tampus acceptabile z dne 30. oktobra 1599 poziva vse škofe, naj spodbujajo in prirejajo romanja v Rim.[10]

### Odnosi s cerkvenimi ustanovami
Rimska kurija
Za ureditev uprave je izdal dne 15. avgusta 1592 bulo Pro commissanobis, s katero je uredil občinsko upravo ter jo podredil osrednjemu vodstvu; papež določil pravice kardinala namestnika, ki ga papež določi za pastoralno delo v rimski škofiji.
Družba Jezusova
1596 je zaupal jezuitom skrb za Basilica di San Vitale v Rimu; obenem je ukinil kardinalski naslov pri Santi Vitale, Valeria, Gervasio e Protasio, ki ga je obnovil šele Leon XIII. 1880.
karmeličani
1593 je dosegel predstojnik  Doria od vrhovnega zbora popolno pravno ločitev bosonogih karmeličanov od osnovnega karmeličanskega debla. Klemen VIII. je uzakonil zborovsko odločitev z bulo Pastoralis officii z dne 20. decembra 1593.
judje
1. 25. februarja  1593 je Klemen VIII. razposlal bulo Caeca et obdurata, s katero je odpravil že pridobljene ugodnosti svojega predhodnika Pija V. z bulo Hebraeorum gens iz leta 1569; s tem je pravzaprav izgnal vse žide iz Papeške države, ter jih omejil na rimski in ankonski geto. Kak mesec po objavi, ker ni bil upošteval pomembnost Židov v državnem gospodarstvu, je dovolil rimskim židom, da še naprej ostanejo v svojih hišah.
2. 28. februarja istega leta je isti papež objavil bulo Cum hebraeorum malitia, s katero jim prepoveduje posedovanje talmuda in katerokoli delo kabale.

## Smrt in spomin
Čeprav je Klemena, zavoljo stalnega postenja, mučil protin v nogah in rokah, je bila njegova delazmožnost neomejena, in njegov močan razum je dojemal vse potrebe Cerkve širom sveta. Zanimal se je osebno za najmanjše podrobnosti sleherne zadeve, ki so mu jo predložili. Papež se večkrat ni videl iz dela; ker je pogosto bolehal, je prepuščal vodstvo zadev kardinalu Pietru Aldobrandiniju, ki je bil sicer sposoben, toda nasilen mož; zavoljo tega so papežu očitali nepotizem; to je strlo dušo sicer tankovestnega moža.
10. februarja 1605 zjutraj, ko se je ravno pripravljal na sejo inkvizicije, ga je zadela kap, za katere posledicami je Papež Klemen VIII. umrl 3. marca 1605 v starosti 69 let v Rimu.
Pokopali so ga najprej v  cerkvi sv. Petra v Vatikanu, nato pa 1646 prenesli njegove ostanke v cerkev Marije Snežne, kjer ima veličasten mavzolej v Capella Borghese (Paolina).

### Papež Klemen in pitjekave
Kavo, ki je danes razširjena po vsem svetu, lahko zasledimo stoletja nazaj v gozdovih na etiopski planoti že v 6. stoletju; po nekaterih razlagah pa jo omenja že sveto pismo stare zaveze. 
  
Po legendi je kristjan Kaldi prvi odkril moč te priljubljene rastline. Ta pastir je namreč opazil, da so koze, ki so zobale zrna s tega drevesa, postajale tako živahne, da niso hotele spati niti ponoči. Kaldi je obvestil opata bližnjega krščanskega samostana, ki je napravil zvarek iz teh jagod ter ugotovil, da mu pitje kave pomaga k čuječnosti skozi dolge ure večernih molitev. Opat je obvestil o svojem odkritju druge menihe iz samostana, ki so začeli rastlino gojiti, - in spoznanje o poživljajočih zrnih se je začelo širiti. Polagoma je kava prišla do Arabskega polotoka, kjer so prihajali v Meko vsako leto muslimanski romarji; le-ti so kavo razširili v druga področja – in tako se je začelo njeno zmagovito potovanje po svetu.
Kava se je hitro razširila po vsem muslimanskem svetu, a kavarne so postajale prava središča učenosti. Črna, vroča in grenka, osnovne lastnosti kave vsebujejo značilnosti, ki jih pripisujejo peklu: vročemu prostoru, kjer je temno, bivanje tam pa je grenko; zaradi tega je bil ob začetnih stikih s kavo, ki so jo pridelovali njihovi skozi stoletja najhujši sovražniki muslimani, zahodni krščanski svet do pijače sumničav.
V 13. stoletju je bilo pridelovanje, praženje in mletje kave za pridobivanje močno dišečega napitka razširjeno po vsem arabskem svetu. Vest o tej pijači so v Evropo prinesli trgovci, a kristjani so bili oprezni do te "hudičeve iznajdbe", kot so imenovali kavo. No, nič čudnega, da so ji nadeli takšno ime, saj je res črna kot sam vrag; dobra pa tudi, v vseh mogočih različicah.
Nekateri so bili celo prepričani, da gre res za hudičev napoj in so zato zahtevali od papeža, naj njeno uživanje prepove. Papež Klemen VIII. je sklenil, da bo pijačo najprej preizkusil sam in podal mnenje. Všeč mu je bila in je razsodil takole: »Ta vražja pijača je odlična; prelisičimo torej hudiča, pa jo krstimo. Ni namreč prav, da bi tako dobroto uživali le pogani.« Po legendi se je torej odločil, da bo napitek blagoslovil. Na tak način si je kava utrla pot tudi na krščanski Zahod. Kmalu so spoznale kavarne vsa večja evropska mesta: Benetke, Dunaj, Pariz, London.

### Ocena
- Njegovo izvolitev so pozdravili z neprikritim navdušenjem Italijani in vsi, ki so poznali njegov značaj. Posedoval je vse lastnosti, ki so potrebne Kristusovemu namestniku: neoporečne nravnosti od otroštva se je v zgodnjem obdobju postavil pod vodstvo svetega Filipa Nerija, ki je bil njegov spovednik skozi trideset let. Po njegovem povzdignjenju k papeštvu je postarani svetnik izročil to pomembno službo Baroniju [50] ki ga je papež – kljub njegovemu nasprotovanju – spoznal za vrednega škrlata, in se je pri njem spovedoval vsak večer. Gorečnost, s katero je opravljal vsakodnevno mašo, je napolnjevala navzoče s pobožnostjo. Njegovo druženje z apostolom Rima je tudi pri njem ustvarilo duh svetosti tako globoko, da so pravili, češ da je v njem sam Filip Neri sedel na papeški prestol. Čeprav so čakala na rešitev resna politična vprašanja, se je papež dal najprej na pomembnejše duhovne cerkvene zadeve. Sam osebno je obiskal vse cerkve in vzgojne zavode ter dobrodelne ustanove v Rimu, kjer jer odpravljal zlorabe in učvrščeval disciplino.[51]
- Muratori (1672-1750) je pisal o njem takole: "Umrl je papež Klemen, umrlo je pet njegovih nečakov, ki so imeli med seboj dva škrlatnika; izginili so vsi moški iz te rodovine in zmanjkalo jim je končno kakršnokoli nasledstvo kakor tudi veličina njim lastne krvi".
- Cerkveni zgodovinar Kelly (1909-1997) ga je opisal v svojem delu The Oxford Dictionary of Popes kot strogega, pridnega in pobožnega človeka.[52]
- Ne smemo podcenjevati izrednih ekumenskih uspehov tega papeža, ko je prvič v zgodovini veliko področje Malorusov – v današnji Ukrajini in Belorusiji prostovoljno, prepričano in nedvoumno priznalo nadoblast rimskega škofa. Poleg tega moramo omeniti – kar tuji zgodovinarji radi zanemarjajo – , za naše področje izredno pomembne, sicer manjše zmage, med drugimi v Bitki pri Sisku in Monoštru, ki so tik pred zdajci preprečile muslimansko osvajanje naših krajev.
- Predvsem se očitno izkaže, da se Aldobrandinijevo papeževanje ne more pohvaliti s popolnoma pozitivnim izkupičkom: težita ga zlasti neuspešna protiangleška in protiturška politika – zlasti ta zadnja, ki je terjala velikanske izdatke brez povračila, kar je vedno bolj izčrpavalo papeško blagajno; izostanek reševanja spora o milosti. Ko predpostavimo to, ne smemo zanemariti dejstva, da so te napake in opustitve obilno nadomestili uspehi njegovega delovanja, posebej v primerni oddaljenosti od katoliških sil kot posledica sprave s Henrikom IV., čemur je sledil nov zalet izvajanja tridentinskega načrta, ponovna pridobitev katoliškega položaja v Franciji in Cesarstvu;[33]

#### Crux Romulea
Malahijeva prerokba pravi o njem, da je nosil Romulov križ (latinsko Crux Romulea; angleško Cross of Romulus). To reklo nanašajo na Klemena VIII., češ da je bilo povezano z devetletno vojno, ki je potekala za časa njegovega papeževanja med katoliško Irsko in protestantsko Anglijo.